# Счастлива до безумия
«Счастлива до безумия» (норв. Sykt lykkelig) — норвежский комедийно-драматический фильм 2010 года, режиссёром которого выступила Анне Севитски. Слоган картины на английском языке: «Any reason not to be?».

## Сюжет
Молодая пара, Сигве и Элизабет, с ребёнком переезжают в небольшой норвежский городок. Их соседями будет такая же молодая пара: Эрик и Кая, у которых тоже есть ребёнок. Сначала кажется, что между ними всё нормально, как между любыми соседями. Однако очень скоро у главных героев появляются непредвиденные, ироничные и драматичные проблемы.

## В ролях
- Агнес Киттельсен — Кая
- Йоахим Рафаелсен — Эрик
- Майбритт Саэренс — Элизабет
- Хенрик Рафаелсен — Сигве
- Оскар Хернес Брандсё — Теодор
- Рам Шихаб Эбеди — Ноа
- Хейн Тотлэнд — дирижёр в хоре

## Награды
- 2011: награда «Специальный приз жюри — драма (программа „Мировое кино“)» на кинофестивале «Сандэнс».
- 2011: премию «Аманда» получил Хенрик Рафаелсен за лучшую мужскую роль.